# 경드름
경드름 또는 경조(京調)는 판소리·산조에서 쓰이는 조의 하나다.
판소리는 전라도 향토가락인 계면조가 중심이 되는데, 경기도 향토가락을 빌려 쓴 것을 경드름이라 한다. 경드름에는 3종이 있으나 일반적으로 경드름 하면 경기도 창부타령가락에 가까운 가락을 말한다. 경드름은 경쾌하고 이색적인 느낌을 주는데, 판소리 사설에 경기도 사람이 나오는 장면이나 이방 사람이 나오는 장면에 쓰인다. 유명한 대목은 <춘향가>의 남원골 한량, 이도령 춘향을 달래는 데, 사령이 춘향에게서 돈 받는 대목이다.